# Acleris delicata
Acleris delicata (лат.) — вид бабочек из семейства листовёрток. Распространён на острове Хонсю (Япония). Бабочек можно наблюдать с конца августа по начало сентября. Размах крыльев 14—15 мм. Передние крылья с охристо-оранжевой бахромой; голова охристого цвета.